# Haus Heinrich Grünwald
Das Haus Heinrich Grünwald an der Kaiserstraße 46 in Heilbronn wurde 1905/1906 nach Plänen der Architekten Emil Beutinger und Adolf Steiner für den jüdischen Kunsthändler Heinrich Grünwald (auch: Heinz Grunwald) erbaut. Das Haus erhielt ab 1907 Rezeptionen in mehreren Fachzeitschriften und anderer Literatur für Bauwesen und Architektur. Die Fassade wurde 1913 beim Umbau des Gebäudes zur Nutzung durch das Warenhauses Landauer abgetragen und beim nahen Haus Kunz in der Roßkampffstraße wiederverwendet, wo sie inzwischen unter Denkmalschutz steht.
Im Rahmen der Arisierung erwarb im Jahre 1938 Andreas Beilharz das jüdische Warenhaus Landauer. Bei den Luftangriffen auf Heilbronn am 4. Dezember 1944 brannte das Kaufhaus Beilharz aus, wurde aber nach dem Zweiten Weltkrieg wiederaufgebaut und 2009 zugunsten des Neubaus des Klosterhof-Komplexes abgerissen.

## Geschichte

### Vorgängerbauten

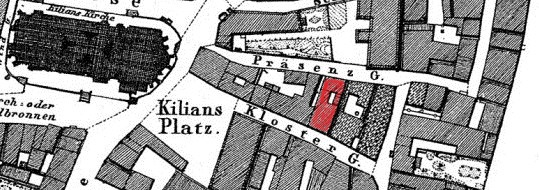
Heilbronn Stadtplan 1834, Präsenzgasse 6 (25), später Kaiserstraße 46.

Präsenzgasse 6 (25), später Kaiserstraße 46 (giebelständiges Haus Mitte) nach dem Durchbruch der Präsenzgasse zur Allee 1897

An dieser Stelle sind Siedlungsspuren aus der Frühlatènezeit belegt. Diese wurden 1961 bei Grabungsarbeiten entdeckt.
In zwei Metern Tiefe wurden zwei Bronzeschmelzöfen entdeckt, die einen Durchmesser von 1,20 m hatten. Die Wände der Schmelzöfen waren von der Hitze versiegelt und auch die Innenseite war verglast bzw. grün durchsetzt. 60 cm höher als die Öfen waren die vermutlichen Reste einer Werkstatt mit Wohnung. Im Brandschutt (Datum des Brandes nicht bekannt) wurden grobe und feine Keramik entdeckt, darunter Reste von Schalen mit eingebogenem Rand und das Bodenstück einer schwarzen Schale mit angedrehten Standring (Inv. Nr. 01.40/282), das fälschlicherweise als Bodenscherbe einer bemalten griechischen Schale beschrieben wurde. Zudem wurden dort Schlacke, Lehmbewurf mit Rutenabdrücken, Reibsteine und Tierknochen gefunden. Beim Einbau eines Aufzuges 1953 fand man außerdem einen alten Brunnen mit Sandsteinwänden unter den Fundamenten. Im Oktober 1961 fand man noch eine spätmittelalterliche Wandscherbe (Inv. Nr. 01.40/425).
Vor der Umgestaltung der Kaiserstraße zur Durchgangsstraße 1897 hatte das Anwesen an der Kaiserstraße 46 die Adresse Präsenzgasse 6 getragen. Bei der Häuserzählung 1855 erhielt es die Hausnummer 25. Es handelte sich dabei um einen fränkischen Fachwerkbau, der laut Helmut Schmolz ein hohes schlankes, nachträglich verputztes Gebäude war. Das Gebäude gehörte J. Schicker, Bäcker, sowie Chr. Hering, Ingenieur.

### Haus Grünwald (1905–1913)

Heilbronn, Haus Heinrich Grünwald, Kaiserstraße 46

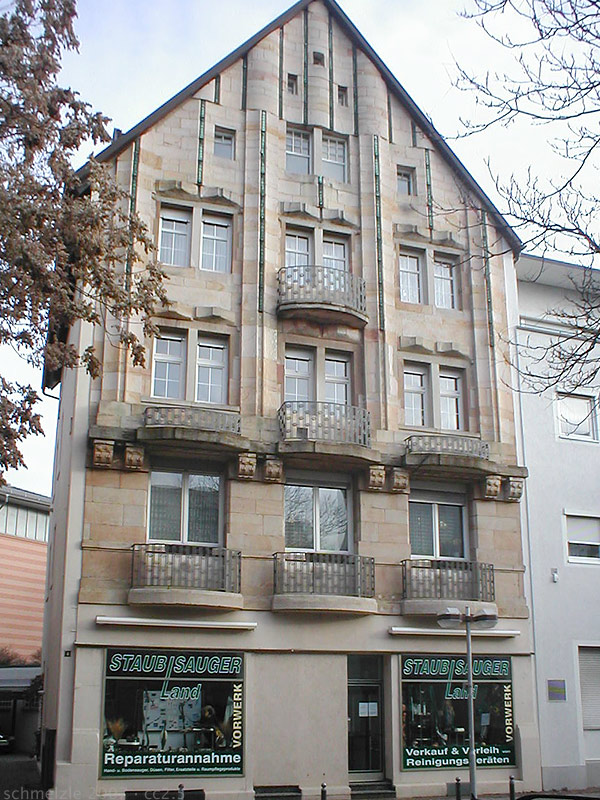
Haus Kunz in der Roßkampffstraße in Heilbronn mit der wiederverwendeten Fassade des Hauses Grünwald

Nach der Umgestaltung der Kaiserstraße entstanden auf zahlreichen der alten Grundstücke aufwändig gestaltete Prachtbauten der Gründerzeit. So entstand 1905/06 an der Kaiserstraße 46 das Geschäftshaus für den Kaufmann Heinz Grunwald. Mieter des Hauses waren der Zahnarzt Emil Baer im 2. Obergeschoss und der Kaufmann Adolf Münzer, dessen Filiale seines Kaufhauses sich im Parterre befand. Im 1. Obergeschoss war das Putzgeschäft von Käthchen Schultes beheimatet. Im 4. Obergeschoss wohnte die Rentnerin Pauline Theurer.
Grunwald/Grünwald verfügte in seinem Privathaus über eine eigene Bibliothek von großen Ausmaßen und besaß dort längst verschollen geglaubte Kunstwerke, darunter die Judith von Tizian und den schlafenden Knaben von Andrea del Verrocchio. Heinrich Grünwald tat sich mit Kommerzienrat Martin Erhardt zusammen und beide betrieben eine bekannte Kunstgalerie. Er war ein Freund von Hans Hildebrandt und empfing Kunstkritiker und Kunsthistoriker, wobei er sich auch insbesondere dem Bildhauer Gustav Eberlein verbunden fühlte. Grünwald hat sich später im Verband zur Bekämpfung des Antisemitismus engagiert und überlebte die Shoa nur durch rechtzeitige Flucht aus dem Deutschen Reich.
Vom Kiliansturm aus waren diverse Gründerzeitbauten zu sehen, die sich im Besitz von Heinrich Grünwald befanden:

„Diese seltene Aufnahme über den Chor der Kilianskirche hinweg zeigt das Haus Kaiserstraße 40, das von Heinrich Grünwald durch den Architekten Heinrich Stroh erbaut wurde. Der jüdischen Familie Grünwald gehörte auch das Haus Kaiserstraße 21, Ecke Schulgasse, ferner das Haus mit dem Schilde ‚Hofbräu‘, sowie das längliche Haus hinter Kaiserstraße 40, das von Architekt Prof. Emil Beutinger erbaut wurde. Die Familie Grünwald war durch ihr Interesse an der bildenden Kunst bekannt.“

Von 1908 bis 1911 wird als Eigentümer für das Haus Kaiserstraße 46 Wilhelm Kirchner genannt. Mieter des Hauses waren weiterhin der Zahnarzt Emil Baer im 2. Obergeschoss und der Kaufmann Adolf Münzer mit seiner Kaufhausfiliale im Parterre. Im 1. Obergeschoss betrieb der Kaufmann Julius Asch einen Silberwaren- und Antiquitätenhandel.
1912 wechselte anscheinend der Eigentümer, denn das Heilbronner Adressbuch nennt in diesem Jahr als neuen Eigentümer den Hauptlehrer Helmut Braun für das Wohn- und Geschäftshaus Kaiserstraße 46. Ab 1913 wird Landauer als Eigentümer erwähnt.
1913 ließ Max Kaufmann, Inhaber der Fa. Gebrüder Landauer, die Fassade des Hauses Heinrich Grünwald für einen Neubau des Warenhauses Landauer nach einem Entwurf des Architekten Ludwig Bauer abtragen. Die Fassade des 1913 abgetragenen Hauses Heinrich Grünwald befindet sich heute beim Haus Roßkampffstraße 4, wo sie unter Denkmalschutz steht.

## Beschreibung

### Lage und Umgebung
Das Gebäude, das an der Kaiserstraße östlich der Kilianskirche in Heilbronn stand, wurde auf seiner Westseite vom Doppelhaus A. Mössinger’s Erben an der Kaiserstraße 42/44 und auf seiner Ostseite vom Warenhaus Barasch an der Kaiserstraße Nr. 48 flankiert.

### Architektur und Kunst

Haus Grunwald Kaiserstraße 46 in Heilbronn (aus Der Profanbau, 1907).

Das Gebäude an der Kaiserstraße 46 zählte zu einer Gruppe repräsentativer Gebäude, die die Kaiserstraße zur Prachtstraße der Gründerzeit machten: „Nirgends gab sich Heilbronn großstädtischer“. Die Keller der Vorgängerbauten blieben erhalten, so ein Gewölbekeller in 6,30 Metern Tiefe.
Laut einer Beschreibung in Die Architektur des XX. Jahrhunderts war die Fassade mit gelblich-weißen, geflammten Sandstein aus Klingenmünster verblendet. Im Erdgeschoss befanden sich Schaufenster neben einem Durchfahrtstor. Im zweiten Obergeschoss befanden sich Doppelsäulen. Zwischen den Doppelsäulen befanden sich breite Fenster mit vorgekragten Balkons. Im dritten und vierten Obergeschoss befanden sich Doppelfenster, die durch schmale Pfeiler unterteilt waren und teilweise mit Balkons versehen waren.
Laut Der Profanbau beliefen sich die Baukosten des Hauses auf 66.000 Mark.

## Rezeption
Das Haus Grünwald wurde mehrfach rezipiert, so in der Zeitschrift Der Profanbau (1907), in dem Buch Das Deutsche Haus (1916) und in der Anthologie Die Architektur des XX. Jahrhunderts, Zeitschrift für moderne Baukunst, repräsentativer Querschnitt durch die 14 erschienen Jahrgänge 1901 bis 1914. Der Profanbau lobte dabei besonders die „Stattlichkeit“, die „vornehme Bauweise“ und dass „vorteilhaft gebaut“ wurde.
Die Jugendstilfassade wurde von Julius Fekete und Joachim J. Hennze beschrieben.
Der heutige Neubau Klosterhof anstelle des Warenhauses Barasch wurde 2009 für die Investitions- und Treuhand GmbH Düsseldorf nach Entwürfen von Mattes Sekiguchi, Franz-Josef Mattes und Stefan Takanori Sekiguchi aus Heilbronn erbaut. Es heißt in Architektenkreisen, der längst abgegangene Jugendstilbau habe den Neubau wesentlich beeinflusst. Der Neubau sei „vom Gedanken an Gründerzeitbauten“ inspiriert und „unter Würdigung des historischen Kontexts [als] eine zeitgemäße und eigenständige Neuinterpretation des Typus Stadthaus“ entstanden.